# Jean-Jacques Barthélemy
Jean-Jacques Barthélemy (Cassis (Provence), 1716. január 20. – Párizs, 1795. április 30.) francia régiségbúvár, író.

## Élete
Marseille-ben végezte a teológiát, de szívesebben foglalkozott régészeti és numizmatikai tanulmányokkal. 1745-ben a párizsi Királyi Éremgyűjtemények hivatalnoka, 1753-ban pedig igazgatója lett. 1754-től 1757-ig királyi megbízás folytán tudományos célból beutazta Olaszországot, ahol annyira megnyerte Stainville gróf, a későbbi Choiseul miniszter kegyét, hogy ez tetemes évi járadékkal támogatta tanulmányaiban.
A Királyi Éremgyűjtemény nemsokára Európa leggazdagabb gyűjteménye lett; de a francia forradalom meghiúsította a gyűjtemény tudományos katalógusának kiadását. A forradalom magát az agg tudóst is bajba keverte; valamelyik irigy ellenfele azzal vádolta, hogy hazafiatlan arisztokrata; e vád alapján 1793. szeptember 2-án börtönbe vetették. Néhány óra múlva kiszabadult ugyan börtönéből, de utána teljes visszavonultságban élt és a nemzeti könyvtár könyvtárosi állását sem fogadta el. Az Académie des inscriptions et belles-lettres már 1747-ben tagjának választotta.

## Írói munkássága
Írói hírnevét a Voyage du jeune Anacharsis en Grèce (Párizs, 1788, 4 kötet) című művével alapozta meg, amelyben alapos kutatások alapján élénken és híven rajzolja Görögország virágzása korának társadalmi viszonyait.
Magyar fordításban: A délosi Filoklesnek a boldogságról való beszélgetése. Egy kis darab a Barthélemy Anacharsisából, fordítva német nyelvből Solymosi Dániel által (Pozsony, 1826. Landerer). Az ifjú Anacharsis utazása Görögországban. A bevett időszámlálás előtt a negyedik század közepén, Barthélemy apátúr után franciából fordította Deáky Filep Sámuel. 8 kötet (Kolosváron 1820-ban. A ref. collegium betűivel. Stein János). Egyéb művei közül megemlítendők: Réflexion sur quelques monuments phéniciens (Párizs, 1750); Réflexion sur l'alphabet et la langue de Palmyre (1754). Mint regényíró az Amours de Carite et de Polydore (Párizs, 1760) könyvével tett kísérletet; állítólag görögből fordította.
Halála után megjelentek Œuvres diverses cím alatt hátrahagyott iratai (sajtó alá rendezte Sainte-Croix, Párizs, 1798. négy kötet). Műveinek első teljes kiadását Villenave rendezte sajtó alá. (Párizs, 1821. négy kötet, életrajzzal.)

## Magyarul
- A' délusi Filoklesnek a' boldogságról való beszélgetése. Eggy kis darab a' Barthélemy Anacharsisából; ford. Solymosi Dániel; Landerer Ny., Pozsony, 1816
- Az ifjú Anacharszis' utazása Görög-Országban ' bévett időszámlálás előtt a' negyedik század' közepén, 1-7.; ford. Deáky Filep Sámuel; Ref. Kolégyom' Ny., Kolozsvár, 1820
- Ifjú Anacharsis utazása Görögországban a negyedik század közepén; ford. Deáki Fülöp Sámuel, Barthelémy után az érettebb magyar ifjúság számára szerk., átdolg. Hanthó Lajos; Emich, Pest, 1866